# Conosia minusculoides
Conosia minusculoides är en tvåvingeart som beskrevs av Alexander 1975. Conosia minusculoides ingår i släktet Conosia och familjen småharkrankar.
Artens utbredningsområde är Nigeria. Inga underarter finns listade i Catalogue of Life.